# تاریخانه
مسجد تاریخانه قدیمی ترین مسجد ایران و از قدیمی‌ترین آثار تاریخی شهرستان دامغان، واقع در قسمت جنوب شرقی شهر دامغان می‌باشد. این مسجد دارای پلانی مستطیل شکل است که به شکل شبستانی به سوی قبله، همراه یک حیاط مرکزی و رواقی در اطراف ان ساخته شده است. با توجه به شیوه معماری ویژه در این بنا و یافتن مولفه‌های معماری ساسانی، محققان قدمت این اثر تاریخی را به سده دوم ه‍.ق و اوایل دوره اسلامی نسبت داده و ان را از نخستین مساجد ساخته شده در ایران می‌دانند. این اثر در ۱۵ دی ماه ۱۳۱۰ شمسی با شماره ثبت ۸۰ به عنوان یکی از آثار ملی ایران به ثبت رسیده است.

## پیشینه تاریخی
با وجود فقدان کتیبه‌ای که تاریخ پدید آمدن تاریخانه را یاداور شود و کمبود اطلاعاتی ما از زمان دقیق ساخت این بنا، شیوهٔ معماری به خصوص این مسجد اطلاعاتی در مورد تاریخ تقریبی این اثر به ما می‌دهد. پس از بررسی‌های باستان شناسانی چون اریک اشمیت و اندره گدار مشخص شد که اجرهای بزرگ این بنا شباهت فراوانی با اجرهای قصر ساسانی تپه حصار داشته و از این بنا از ویژگی‌های بناهای ساسانی برخوردار می‌باشد؛ بنابراین باید ان را در زمره بناهای ساخته شده در اوایل ورود اسلام به ایران دانست. معاصر با زمانی که نفوذ و تأثیر معماری اسلامی در ایران به قدری مشهود نشده بود که برای ساخت این مسجد، شیوه‌های جدید اسلامی جایگزین روش مرسوم عصر ساسانی شود. با توجه به دیگر ویژگی‌های معماری این بنا ازجمله ساخت رواق و صحن برای مساجد، منبر و همچنین محراب رو به قبله که از ویژگی‌های رایج معماری مساجد در عصر اموی بوده است، می‌توان اواخر دوره اموی را قدیمی‌ترین زمان قابل حدس برای ساخت این بنا تاریخی دانست. آندره گدار در مقاله‌ای که در خصوص تاریخانه دامغان در شماره مجله مهر ۱۳۱۲ منتشر کرد در مورد پیشینه تاریخی مسجد اذعان می‌دارد که با توجه یه تزئینات و ویژگی‌های ساسانی مسجد احتمال می‌رود که هنگام نقشه‌کشی به منظور ساخت یک معبد طراحی شده باشد اما میان نقشه‌کشی و ساخت ساختمان مسجد فاصله‌ای طولانی ایجاد می‌شود که باعث تغییراتی در نحوهٔ ساخت ان می‌شود. او با توجه به یافته‌های میس بل از کاخ اخیضر و مقایسه تاریخانه با درگاه دروازه بغداد نتیجه گرفت که در بیشترین حالت خود ساخت تاریخانه به اولین سال جلوس خلیفه عباسی در سال۱۳۲ ه‍.ق یا سلطنت هارون الرشید در سال‌های ۱۷۰ تا ۱۹۳ ه‍.ق برمیگردد.

## تاریخانه در لغت
تاریخانه در لغت از دو بخش تاری به معنای خدا (در زبان ترکی) و خانه تشکیل می‌شود که در نهایت مفهوم خانه خدا از ان استباط می‌شود با این وجود به دلایل نامشخصی از ان به عنوان چهل ستون نیز یاد شده است(تعداد اصلی ستون‌های این مسجد هنگام ساخت ۳۴ عدد بوده است که ممکن است به انتخاب این نام توسط مردم محلی انجامیده باشد)

## معماری

### ستون‌ها
تعداد ستون‌های تاریخانه در ابتدای ساخت ۳۴ عدد بوده که اکنون تنها ۲۶ عدد ان‌ها باقی مانده‌اند. از این تعداد باقی مانده، ۱۸ عدد در شبستان اصلی و باقی ان‌ها در حیاط مرکزی قرار دارند. این ستون‌ها از اجرهایی بزرگ با مشخصه ساسانی ساخته شده‌اند. (با ابعاد ۳۴*۳۴*۷) از شواهد باقی مانده چنان به نظر می‌رسد که این ستون‌ها یا حداقل ستون‌های دهانه میانی دارای تزئینات گچ بری بوده‌اند این نوع گج بری در تزئینات مسجد جامع نایین نیز به چشم می‌خورد.

### طاق‌ها
طاق‌های اصلی این بنا را در سال ۱۳۱۰ آقا میرزا عالمی از وعاظ شهر دامغان با جمع آوری کمک‌های مردمی ترمیم و بازسازی کرد تفاوت قسمت‌های جدید و قسمت‌های اصلی این طاق‌ها هم از لحاظ نوع مصالح و هم از نظر نوع قوس مشهود است.

### رواق‌ها
یکی از ویژگی‌های خاص مسجد تاریخانه این است که قوس‌ها و تویزه‌ها در رواق‌های مسجد، همانند بناهای عصر باستان و بنای ایوان کرخه منسوب به شاپور دوم ساسانی، به دیوار سمت عقب ان عمود است. این نمونه‌ای از شباهت این بنا با عناصر معماری ساسانیست.

### منبر
منبر تاریخانه همزمان با ساخت اولیهٔ مسجد در حدود سده دوم و سوم ه‍.ق و در داخل مسجد ساخته شده است. این منبر با اینکه از خشت‌های گلی و چوب ساخته شده است اما وجه اشتراک زیادی با منبر قبطیان دارد. شکل سه گوش و پله دار منبر تاریخانه وجه اشتراک ان با منبرهای سنگی قبطیان است. گویا در شبستان اصلی دهانه میانی بزرگ‌تر از سایر قسمت‌ها و محل قرارگیری محراب و منبر بوده است. آنطور که پیداست از منبر ان چیزی باقی نمانده و در میان سال‌های ۱۳۵۵–۱۳۵۶ تخریب شده اما محراب ان همچنان باقی مانده و در محل کنونی مسجد قابل مشاهده است.

### محراب
محراب تاریخانه طاقی عمیق با قوس مازه دار (بیضی شکل) دارد و با پلانی مستطیل شکل در کنار منبر قرار گرفته. لازم است ذکر شود که برخلاف محراب‌های دیگر این محراب در وسط دیوار دهانهٔ میانه قرار نگرفته است زیرا در این صورت منبر که در کنارهٔ راست محراب قرار دارد، کنار جرز ستون واقع می‌شد و هنگام سخنرانی از دید تعدادی از شنوندگان پنهان می‌ماند. محل مخصوص به ایستادن که در محراب واقع شده ۵۰ سانتی‌متر پایین‌تر از سطح زمین است و مصالح مورد استفاده در ساخت محراب با دیگر مصالح ساخت بنای تاریخانه همگونی دارد.

### ورودی‌های مسجد
در قسمت غربی شبستان یک درگاه ورودی با ویژگی‌های درگاه‌های ساسانی وجود دارد که احتمال می‌رود به منظور ورود به بخش مسقف و زمستانی مسجد بوده است. در قسمت مقابل شبستان، هفت دهانه ورودی وجود داشته که احتمال می‌رود یکی از ان‌ها راه پله‌ای مختص به رفت و آمد به پشت بام بوده باشد. شش دهانه دیگر مربوط به اتاق‌هایی می‌شود که اکنون از ان‌ها تنها یک اتاق باقی مانده است. ورودی اصلی مسجد در ضلع شرقی ان واقع بوده است که اکنون به علت تخریب اتاق‌های رو به روی شبستان از ورودی یکی از اتاق‌ها برای ورود به مسجد استفاده می‌شود.

### مناره
در پی سده‌ها، تاریخانهٔ دامغان بارها مرمت و بازسازی شده است. مناره‌های آجری در دوره سلجوقیان به این مجموعه افزوده شده است که اکنون ۲۵ متر ارتفاع دارد و بدنهٔ آن با آجرکاری تزیین شده است. طبق کتیبهٔ کوفی مسجد، مناره به همت بختیار بن محمد، در سده پنجم هجری احداث و به مجموعهٔ تاریخانه پیوند خورده است.
در جنب مسجد تاریخانه سمت شمال مناری وجود دارد که با آجر ساخته شده است. ارتفاع این منار ۲۶ متر است و ۸۶ پله از داخل دارد، محیط آن در پایین در حدود ۱۳ متر است و به نسبت ارتفاع منار از سطح زمین از محیط آن کاسته می‌شود به‌طوری‌که دور منار در بالا ۸/۶ متر است، این منار سکو ندارد و از روی زمین مدور ساخته شده. نقوشی از آجر در روی منار هست که به منزلهٔ نما و تزیین آن محسوب می‌شود، در ارتفاع ۵/۱۰ متری کتیبهای از آجر به خط کوفی است به عرض ۳۰/۱ متر که فقط «الامیر السید الاجل» آن را خوانده است. آجرهایی که در ساختمان داخلی به کار رفته به قطر ۴ تا ۵/۴ سانتی‌متر و به طول و عرض ۲۲ سانتی‌متر و آجرهایی که در تزئینات خارجی مصرف شده به طول ۵/۱۷ و به عرض ۱۷ و به قطر ۵/۳ سانتی‌متر است.

بلندای این منار در قدیم بیشتر بوده و گویا در اثر زلزله قسمتی از بالا و کلاهک آن فروریخته است، بانی این منار بختیار بن محمد حاکم ایالت قومس و ممدوح منوچهری دامغانی است که منار مسجد جامع سمنان نیز از بناهای وی به‌شمار می‌رود.

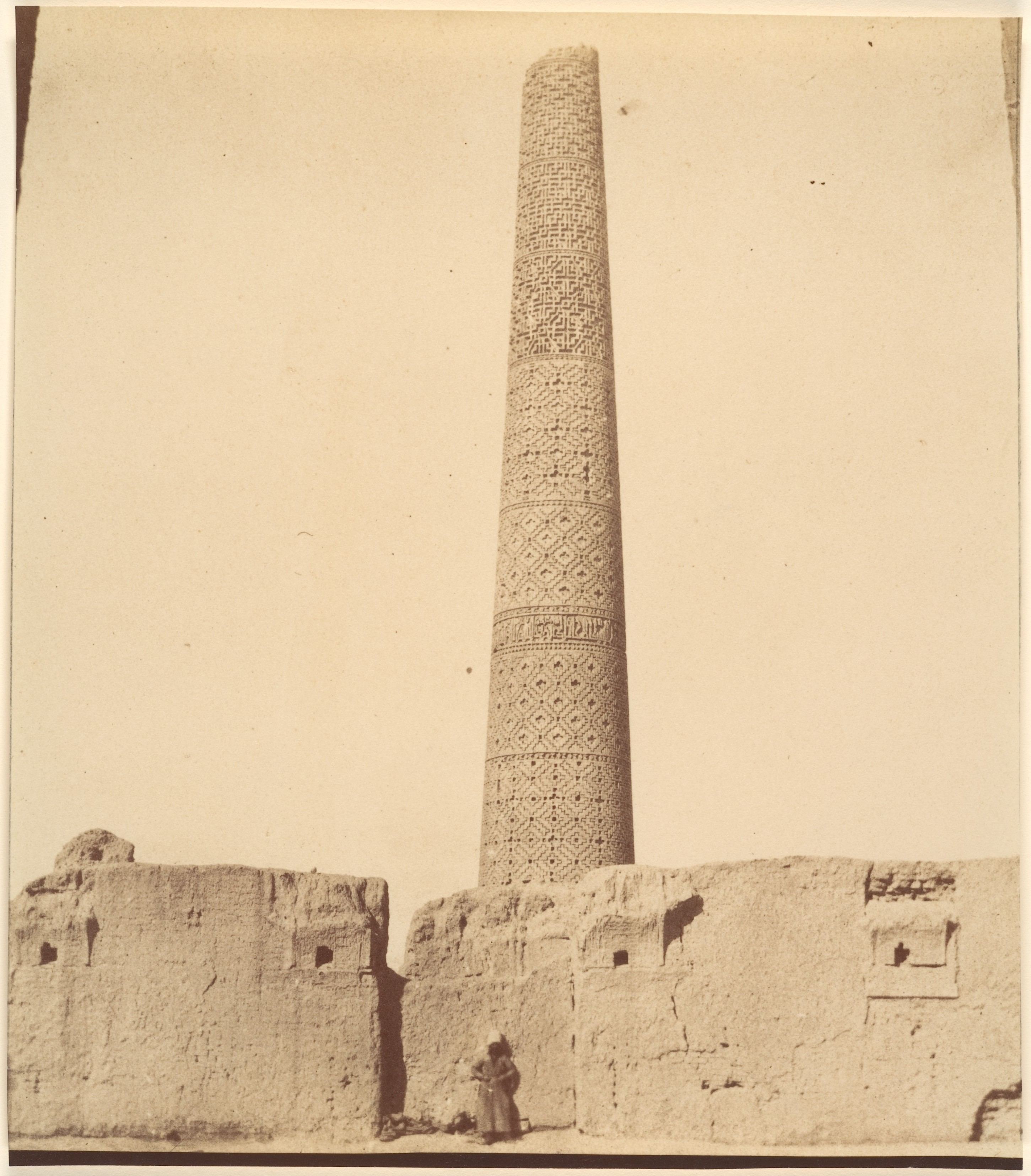
مناره تاریخانه در میانه‌های سده نوزدهم میلادی

## ویژگی‌های ساسانی تاریخانه
پس از مقایسه تاریخانه با دیگر مساجد اسلامی معاصر ان، روشن شد که در شیوه معماری تاریخانه عناصر معماری ساسانی به چشم می‌خورد. به‌طور مثال برخلاف مساجد قاهره و دمشق متعلق به همین عصر، در معماری تاریخانه ستون‌ها از قطر بیشتری برخوردارند که به ستون‌های قطور کاخ‌های ساسانی شباهت بسیار دارند. مورد دیگر نوع سقف در مسجد تاریخانه دامغان است که برخلاف سقف‌های دیگر مساجد که روی ستون‌های افقی استوار اند، در این مسجد سقف بر روی قوس‌های شلجمی استوار بوده و از نوع طاق آهنگی است. ستون‌های تاریخانه از دیگر نکاتیست که یاداور معماری عصر ساسانی می‌باشد این ستون‌ها با طاق‌های ضربی وسیع خود و باز بودن از سمت طول یا همان طرف بیرونی مسجد یاداور ایوان‌های چشمگیر عصر ساسانی است. این طرز معماری کاملاً ایرانی و فاقد هیچ عناصر خارجی ازجمله رومی یا اسلامی است بلکه همان طاق‌ها ی ساسانیست که زنجیروار ساخته و مرکب از دوپایه مرتفع هستند. دیگر وجه اشتراک تاریخانه با کاخ‌های عصر ساسانی، استفاده از یک لایه اجر در قطر ساختمان به جای پی ریزی ابتدایی ساختمان سازی است.

## تاریخانه در عصر سلجوقی
تاریخانه دامغان در ادوار مختلف مرمت و بازسازی شده است. مناره اجری (بدنه این مناره با آجرکاری تزیین شده است) با ارتفاع ۲۵ متر از موارد ضمیمه شده به ان است که معاصر با عصر سلجوقیان به این بنا افزوده شده است. کتیبه کوفی مسجد خاطر نشان می‌کند که این بنا به همت بختیار بن محمد و در سده پنجم ساخته شده است.

## نگارخانه

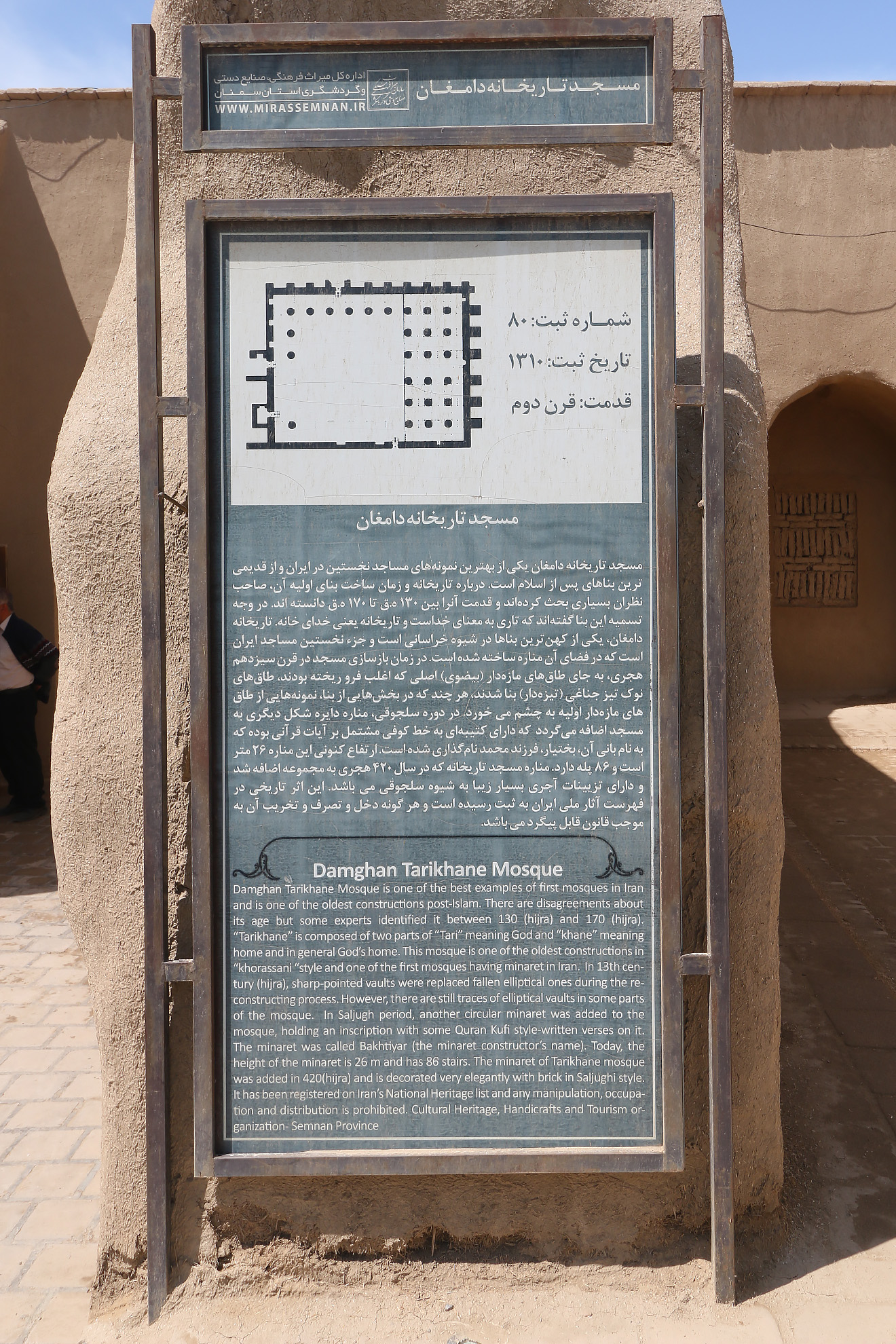
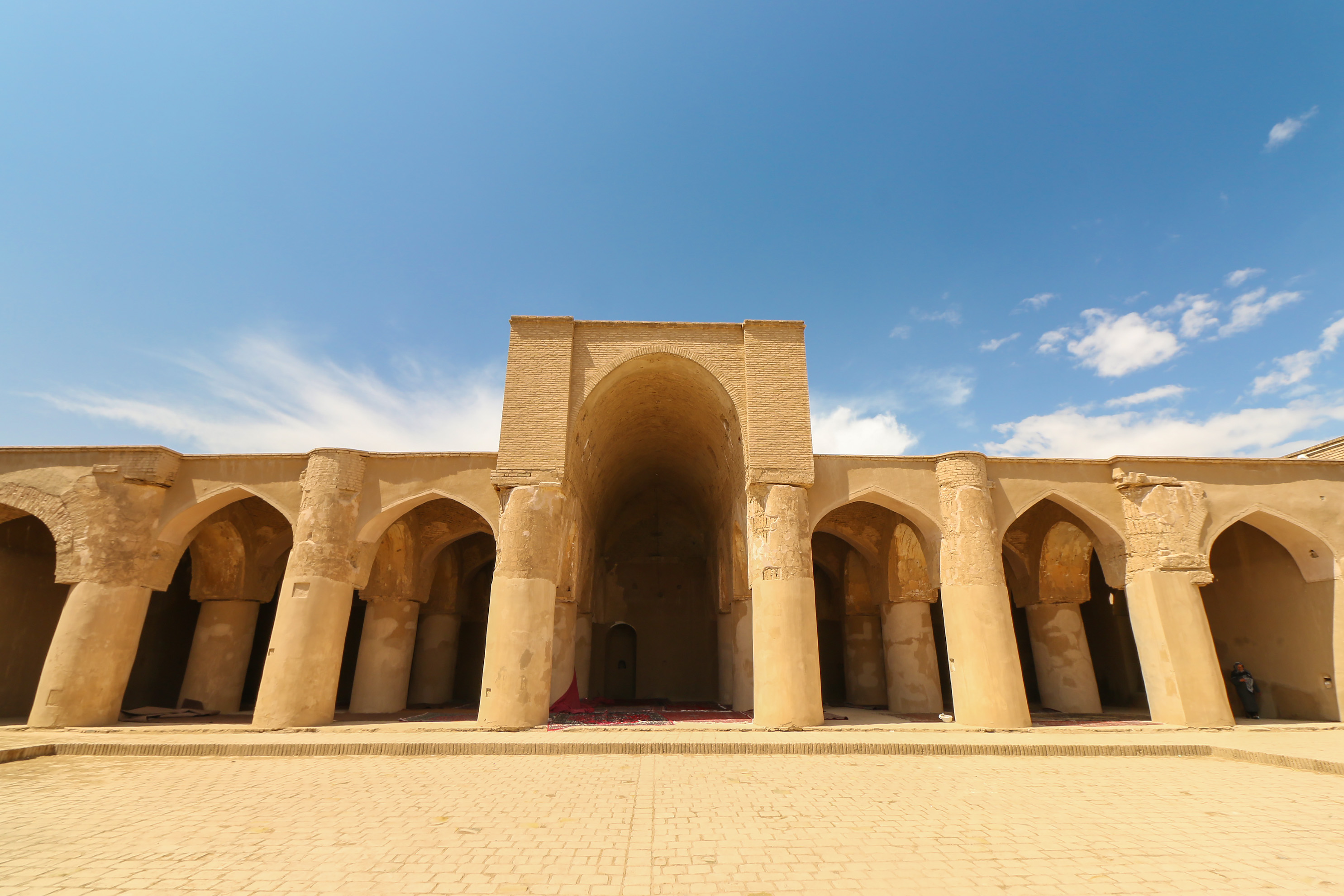
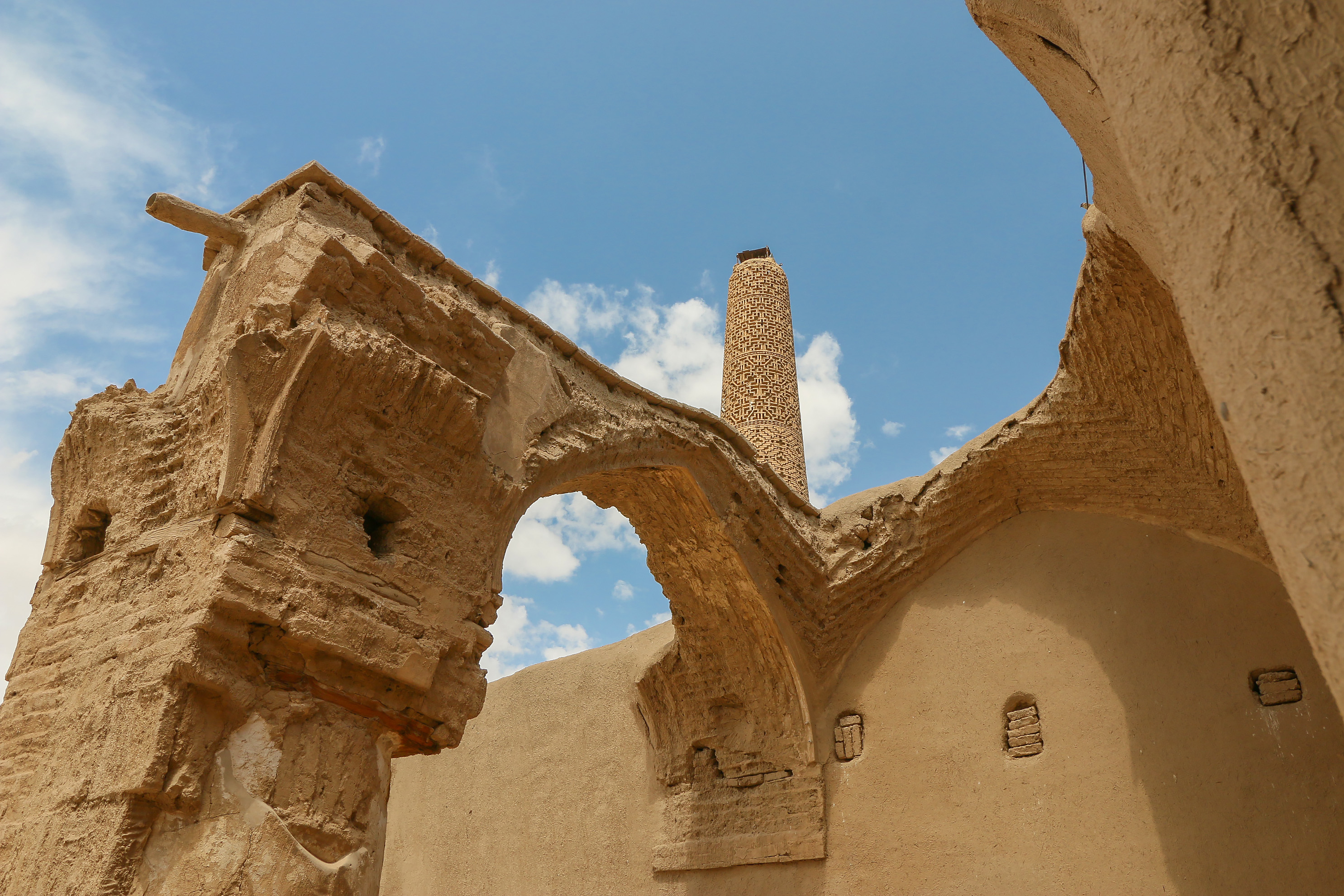
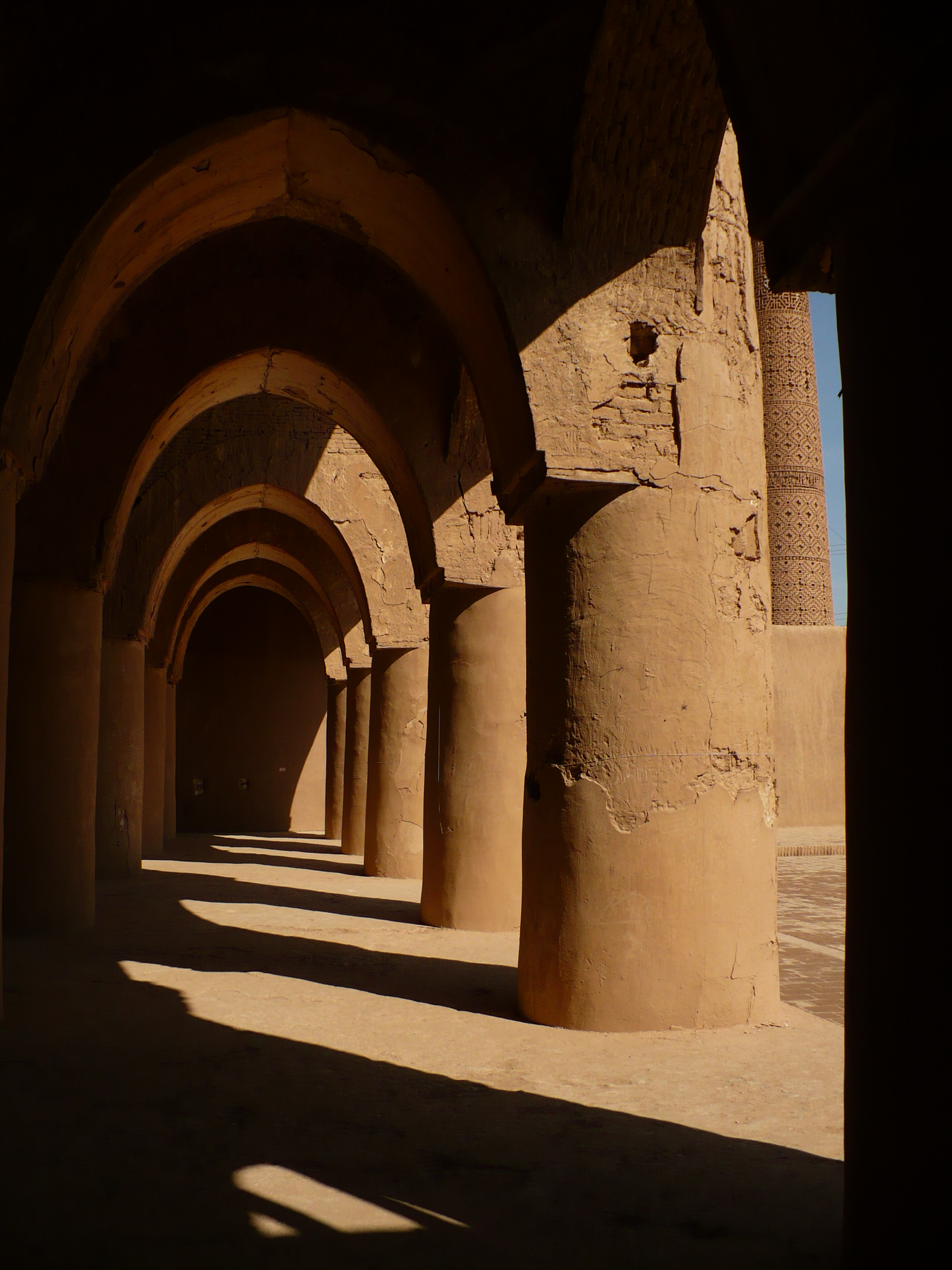
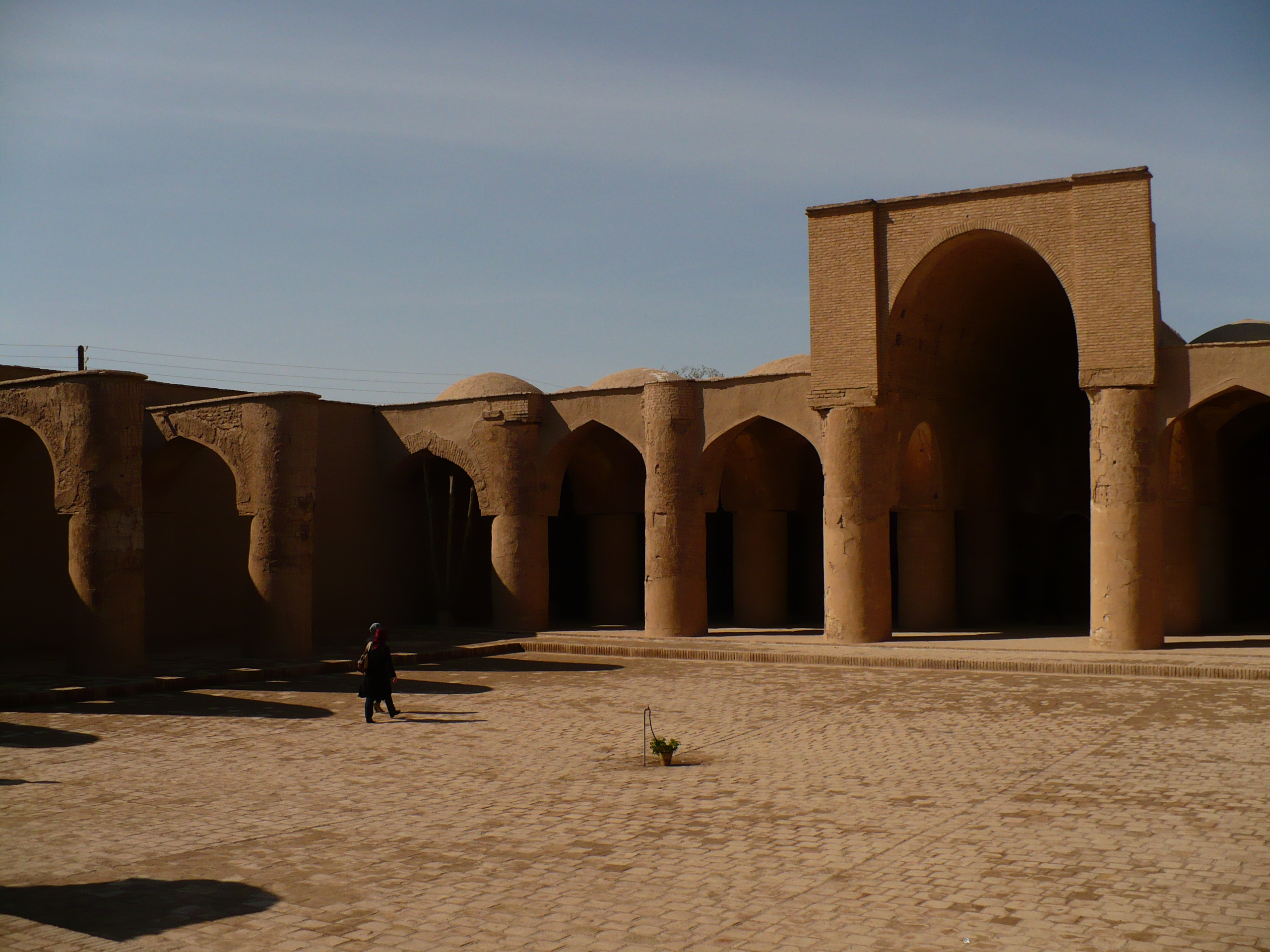
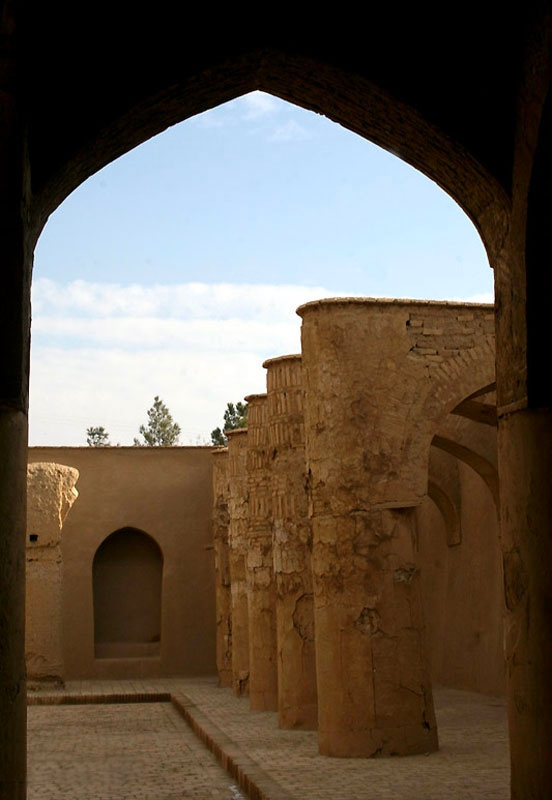
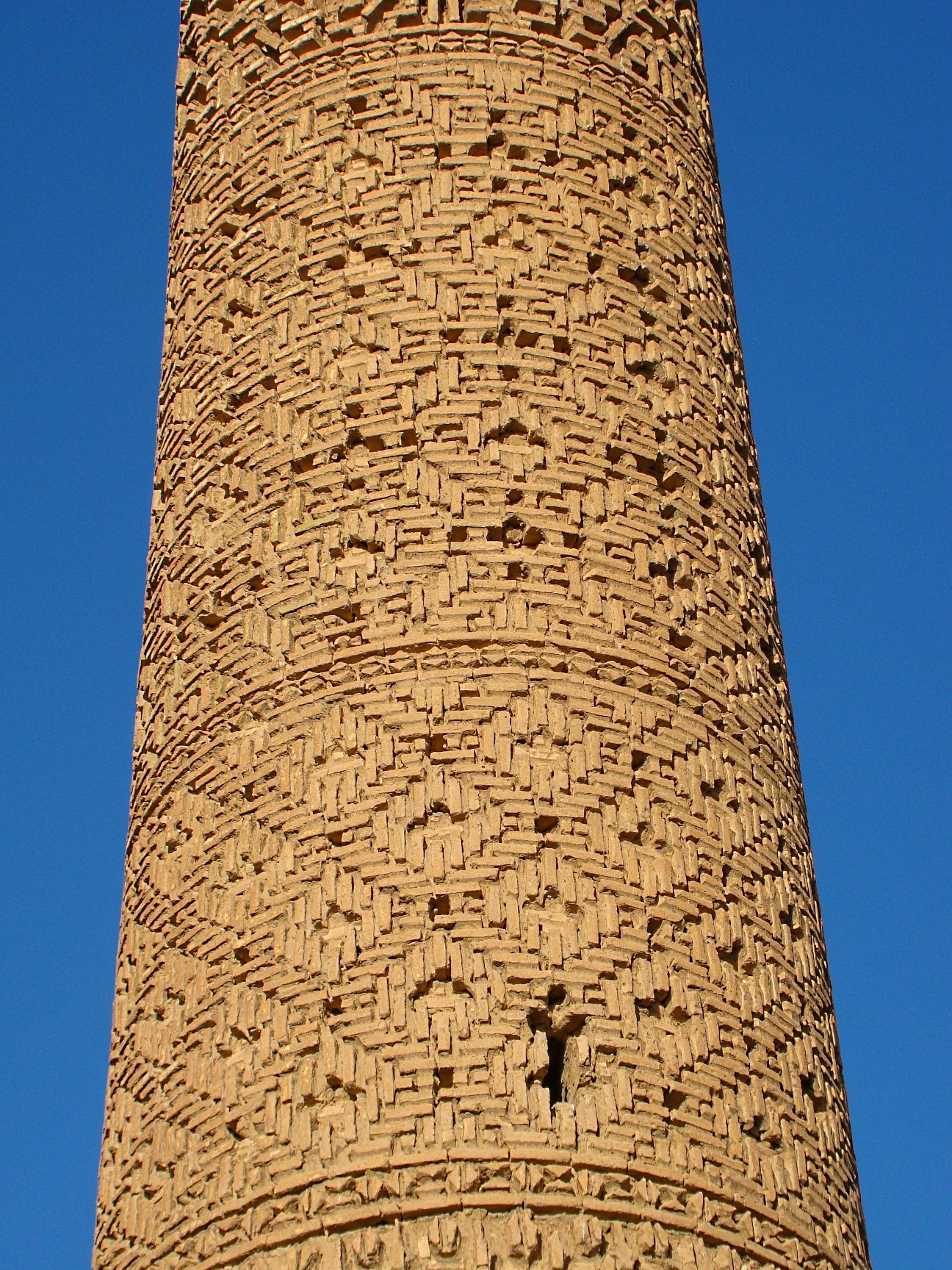
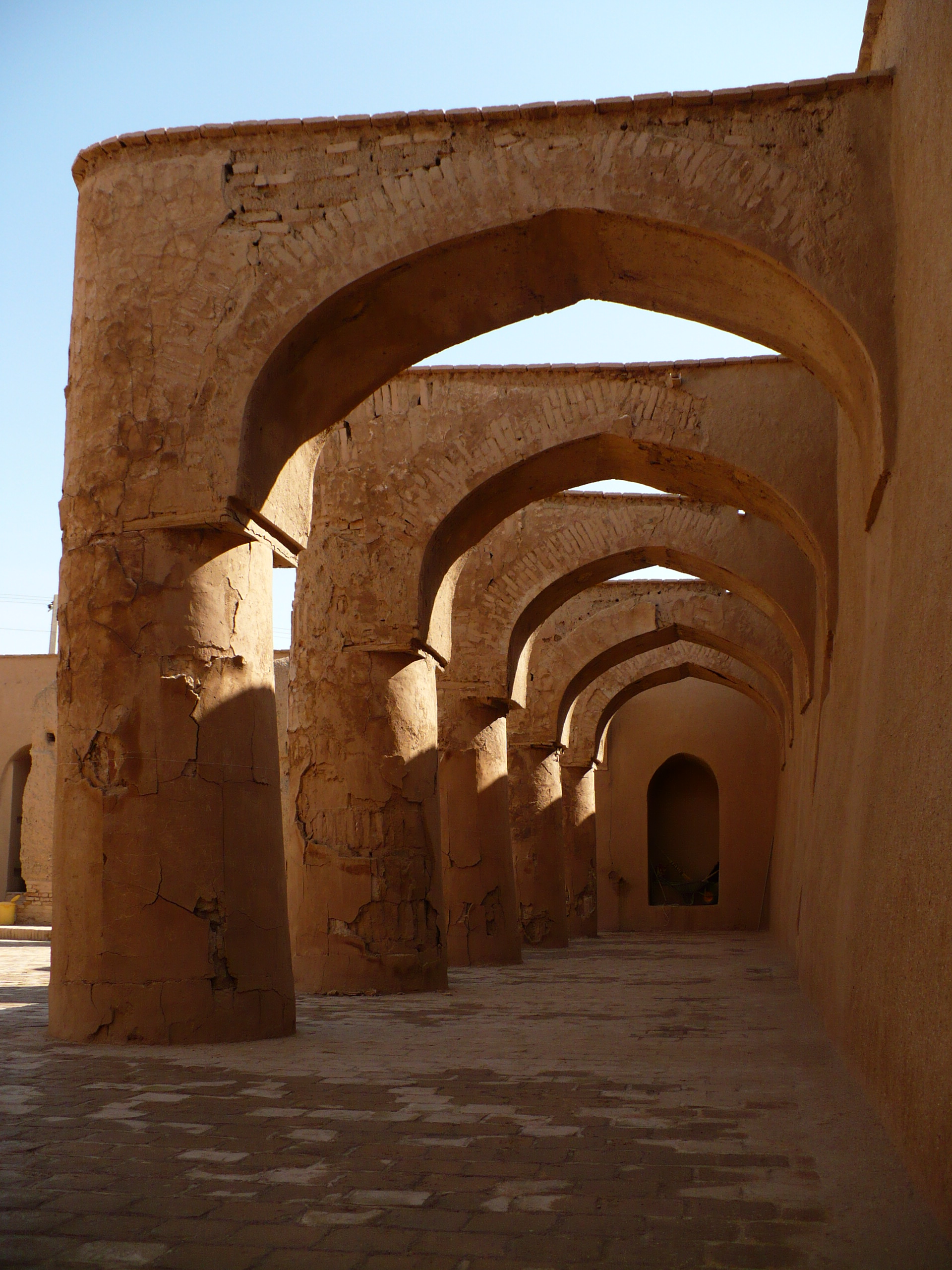

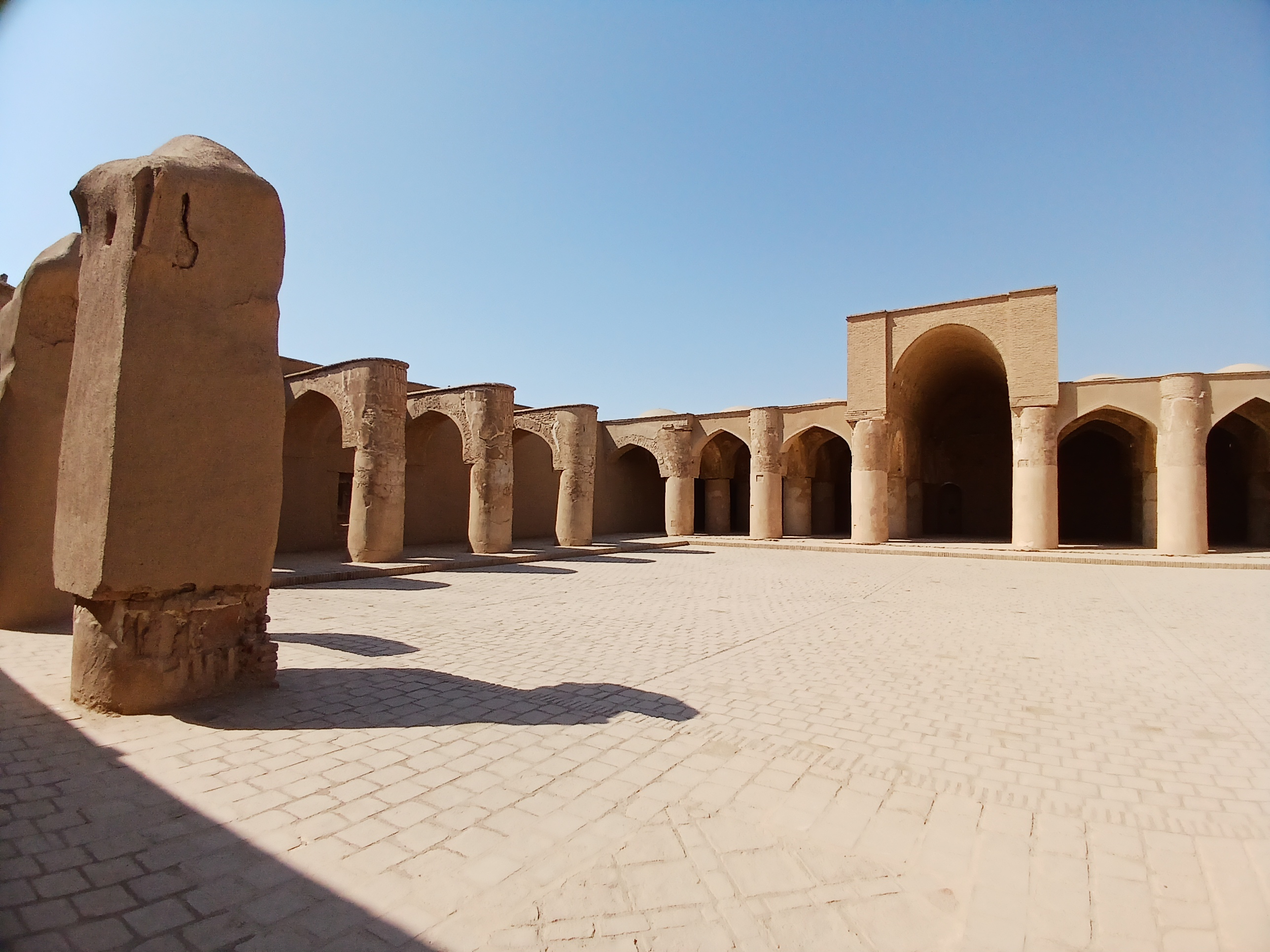
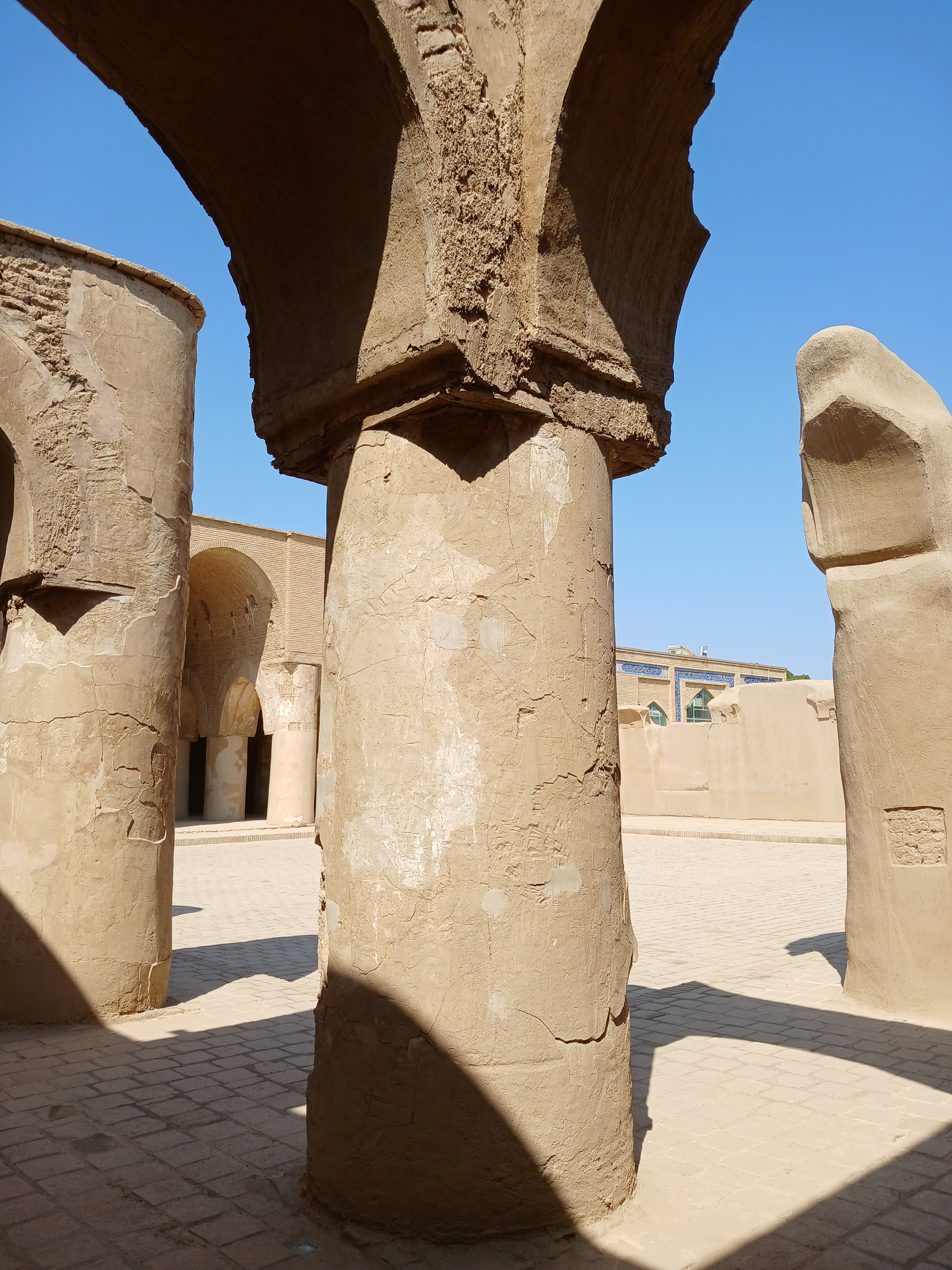
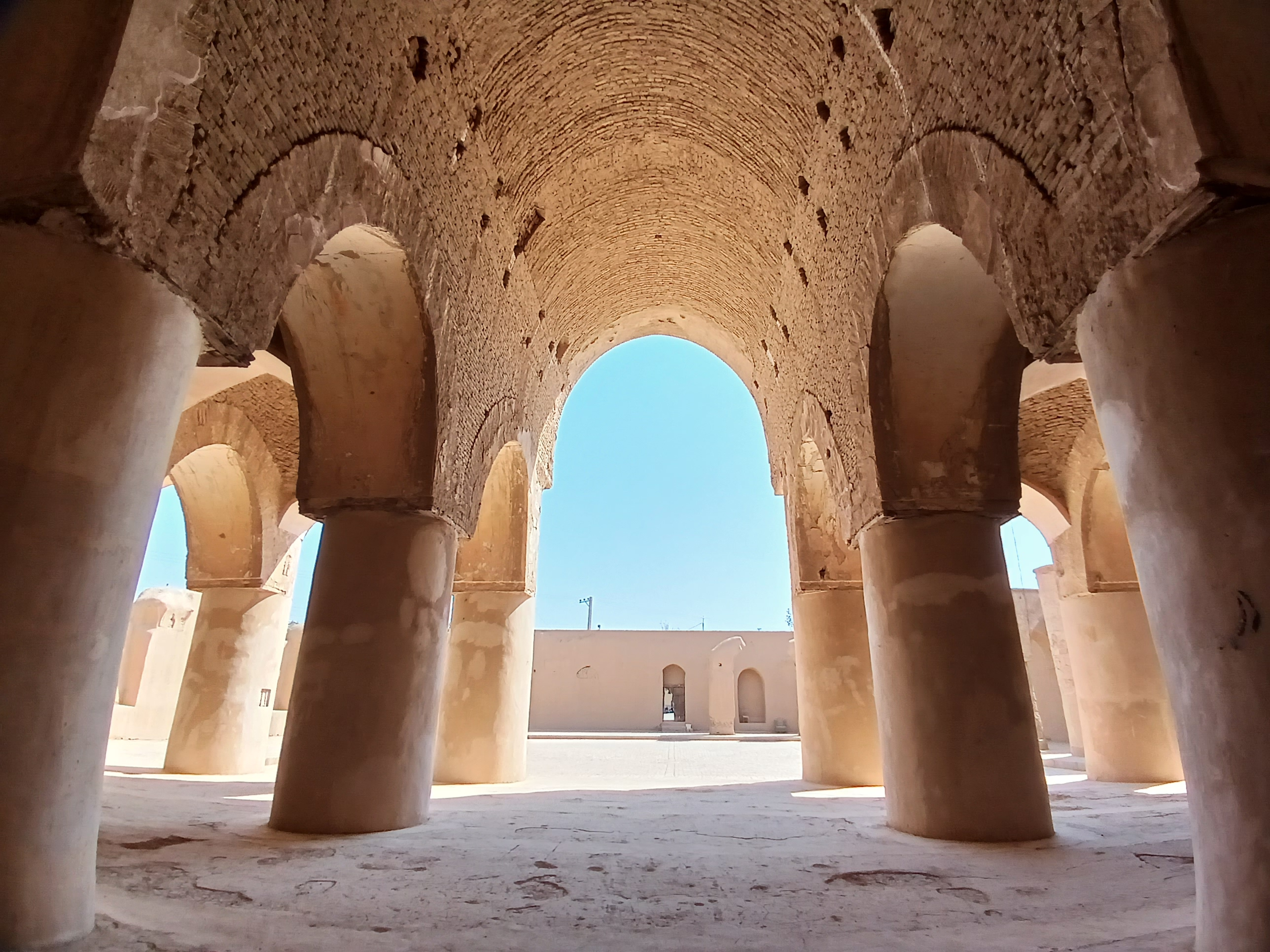
شبستان مسجد